# IP〜サイバー捜査班
『IP〜サイバー捜査班』（アイピー サイバーそうさはん）は、2021年7月1日から9月16日までテレビ朝日系「木曜ミステリー」で放送された刑事ドラマ。主演は佐々木蔵之介。
木曜ミステリー枠としては『刑事ゼロ』以来約3年ぶりの新作である。また、木曜ミステリー枠としては最後の新作となった。

## あらすじ
サイバー犯罪に立ち向かうため、京都府警が設立したサイバー総合事犯係の活躍を描く。

## 登場人物

### サイバー総合事犯係
ネット犯罪の下調べなど面倒な仕事ばかりを割り当てられ「総事係（そうじがかり）＝お掃除係」と揶揄される部署。別名：Cyber Crimes Unit。本来は安洛の捜査適正を調べるための試験的な部署で、彼が警察庁に異動した後は解散することになっていたが、異動が白紙になったためその後も存続している。
安洛一誠（やすみや いっせい）
演 - 佐々木蔵之介（大学院生時代：井上雄太）
サイバー総合事犯係・主任。巡査部長。サイバー捜査のスペシャリスト。
ジャケットの代わりに羽織を身にまとい、「0か1で割り切れない感情に固執するのは時間の無駄」と言い放つ警察官らしからぬ変わり者。必要以上に他人と関わることを嫌い、畳が敷かれた事犯係の私室に籠りがち。しかし、「娘」を名乗る古宮山や各事件の捜査で関係者について調べていくうちに、徐々に考えを変えていく。事件の真相を解明した際の決め台詞は「全てはウェブの中にあった」。
古宮山絆（こみやま きずな）〈25〉
演 - 福原遥
サイバー総合事犯係の新人刑事。巡査。
亡き母・縁が遺した1枚の写真から安洛のことを自身の父親ではないかと疑うが、あえてDNA型鑑定には頼らず自分の目で安洛を見極めるべく彼の下で捜査を行う。安洛と対極の考えを持ち、「0か1を選ぶのは機械ではなく人間であり、人間が選んだ以上必ず感情が残っている」と信じて捜査する。
多和田昭平（たわだ しょうへい）
演 - 間宮祥太朗
刑事。巡査部長。捜査一課配属から間もなく事犯係に異動となった。
普段は古宮山とコンビを組んで現場での捜査を行い、頭部に装着したカメラ付きのインカムで府警本部にいる安洛たちと情報共有する。検死作業に立ち会うのが苦手。
事犯係の業務の裏で実父である警察庁の楡井から密命を受けており、安洛の素行調査を行う。府警の規格に収まらない捜査能力を持つ安洛を組織にとっての「バグ」と評し、その安洛に変化をもたらした古宮山を、彼にとっての「アンチウイルスソフト」と表現したレポートをまとめている。
川瀬七波（かわせ ななみ）
演 - 堀内敬子
映像解析担当。鑑識課出身。サイバー総合事犯係の捜査により追い詰めた犯人を捜査一課、捜査一課に手柄ごと持っていかれることに不平を言う。
岡林琢也（おかばやし たくや）
演 - 吉村界人
サイバーパトロール担当。コミュ障気味。常に変わった熟語がプリントされたTシャツを着用している。
平塚栄太郎（ひらつか えいたろう）
演 - 杉本哲太（IP_1 - IP_6・IP_8・IP_FINAL）
係長。プロファイリング兼、文章鑑定担当。ITは専門ではないがウェブ上の文字入力パターンなどの解析を担当する。パワハラ、セクハラなどのハラスメントに抵触しそうな事案に敏感。
数年前に妻に先立たれ、大学浪人中の息子・拓夢を男手一つで育てている。そのような事情もあって、安洛と古宮山の密談を偶然聞いてからは安洛にパパ友としての親近感が湧き、一方的に絡んでいる。

### 捜査一課
河原町燦丞（かわらまち あきのじょう）
演 - 金山一彦（IP_1・IP_2・IP_5・IP_7 - IP_FINAL）
係長。
サイバー犯罪への理解度が低く、事犯係を見下している。

### 捜査二課
北山紫明（きたやま しめい）
演 - 神尾佑（IP_1・IP_8・IP_FINAL）
係長。

### 鑑識課
畑野陽葵（はたの ひまり）
演 - 中川知香（IP_1・IP_2・IP_4・IP_5・IP_7 - IP_FINAL）
鑑識課員。川瀬の後輩。
安洛の隠れファンだが、彼には名前を覚えてもらえない。事犯係には非常に協力的で、解析が必要な証拠物証をよく持ち込んでいる。

### 京都府警本部
堀川浩司（ほりかわ こうじ）
演 - 国木田かっぱ（IP_1）
京都府警察本部長。

### 警察庁
楡井文則（にれい ふみのり）
演 - 升毅（IP_1・IP_2・IP_5・IP_8・IP_FINAL）
審議官。多和田昭平の実父（姓が異なるのは多和田が別れた妻の籍に入っているため）。
安洛のサイバー捜査能力を評価しており、将来的に警察庁へ引き抜くことを目論み、技能テスト目的で京都府警にサイバー総合事犯係を設立、その裏で多和田に素行調査をさせていた。
その真の目的は「不祥事を繰り返す警察組織の浄化」で、安洛に全国の警察官の行動を監視・管理するためのシステムを作らせようとしていたが、多和田から事情を打ち明けられた安洛本人には異動の件を含め丁重に断られた。

### その他
夏海理香（なつみ りか）
演 - 高畑淳子（IP_1 - IP_3・IP_7・IP_FINAL）
京都中央大学医学部の解剖医。
安洛が工学部の院生だったころからの30年来の知り合いであり、縁のこともよく知っている。
綾坂縁（あやさか ゆかり）
演 - 福原遥（二役）
古宮山の母。安洛の元恋人。京都中央大学医学部を優秀な成績で卒業し、国家試験にも合格し医師免許を取得するが、その矢先に研修医を辞めて忽然と行方をくらます。
失踪した理由は古宮山が生まれた年の1月に発生した大地震を契機に、アメリカの専門機関で一から災害医療を学び直そうと決意したが、恋人の安洛を見ると決意が揺らぐ恐れがあったためであった。渡米中は古宮山を日本に残してきたが、彼女が3歳のころに亡くなっている。

### ゲスト
IP_1 「ソーシャルハッキング」
- 静野順子（5年前の転落事故被害者の母） - 菊池桃子
- 石本武明（5年前に懲戒免職となった元鞍馬署の刑事） - 岡田浩暉
- 木沢義輝（フィッシング詐欺犯のリーダー） - 中村公隆
- 鈴木巡査（京都府警巡査）- 大水洋介（ラバーガール）
- 加東繁太（龍翠会の元構成員） - 北川裕介
- 女性レポーター（京都府警のハッキング被害を報道するレポーター） - 武田訓佳
- 静野保志（不動産会社の営業・5年前の転落事故被害者） - 百瀬朔
- 奥貫譲次（衆議院議員・奥貫雄三の息子） - 湯川尚樹
- 小料理屋店主 - 峰蘭太郎（IP_5・IP_8・IP_FINAL）

IP_2「遠隔操作」
- 宮原涼花（置屋の女将） - 国生さゆり
- 奥村麻衣 / 舞菊（芸妓） - 川島海荷
- 田沼徳夫（芸妓の男衆） - 飯田基祐（25年前：藤間宏衛門）
- 寺西高広〈55〉（カメラマン） - 西村匡生
- 石山翔太（麻衣の幼馴染・板前見習い） - 前原滉
- 土屋謙信（宮都産業社長） - ぼんちおさむ
- 宮原春菜（涼花の亡くなった妹・芸妓） - 川島海荷

IP_3「なりすまし」
- 松永大輔〈32〉（建設会社の御曹司・多和田の親友） - 木村了
- 佐野千広〈30〉（失踪した大輔の新妻・知里になりすました看護師） - 徳永えり
- 浅野知里〈30〉（1年前に交通事故で昏睡状態に陥った本物の知里） - 篠原真衣
- 佐野直也〈40〉（千広の夫・DVの常習者） - 山本道俊
- 荻野芳樹〈35〉（知里の父の会社の顧問弁護士） - 内野謙太
- 医師（知里が入院する病院の医師） - いわすとおる
- 知里の同窓生 - 高見健

IP_4「デジタルタトゥー」
- MAY / 蘭堂明紗（匿名アーティスト「SNOWLIGHT」のメンバー） - 島崎遥香
- YUKI / 高原雪世（誹謗中傷を苦に自殺した「SNOWLIGHT」のMAYのパートナー） - 芦原優愛
- 立花亮太（「榊原真次法律事務所」の事務員） - 佐野岳
- 高原千夏（雪世の姉） - 高田里穂
- 狭間誠（「SNOWLIGHT」が所属する事務所「スノウライトハウス」の社長） - 河相我聞
- 榊原真次（「スノウライトハウス」の顧問弁護士） - 相島一之
- 守安耕平〈28〉（YUKIの熱狂的ファン・MAYの襲撃犯） - まえかつと
- 屋島修一郎〈56〉（殺害された会社役員・YUKIに誹謗中傷していた10人のうちの1人） - 下元佳好
- 南真理子〈23〉（殺害されたYUKIの元同級生・YUKIに誹謗中傷していた10人のうちの1人） - 三田みらの

IP_5「ソーシャルゲーム」
- 鶴本勝弘〈45〉（被害者・ソーシャルゲーム運営会社クラファルト社 デバッグ担当） - 谷口知輝
- 平塚拓夢（栄太郎の息子・受験浪人3年目） - 森山瑛
- 吉岡三紀彦（クラファルト社 社長・カリスマゲームディレクター） - 駿河太郎
- 小谷篤美（クラファルト社 広報担当・吉岡の恋人） - 片山萌美
- 竹村智史（クラファルト社 シナリオ担当）- 駒木根隆介
- 川合真子（クラファルト社 アート担当） - 内田慈
- 秋原勇次（吉岡の元同僚・ケーエルゲー社 社長） - 忍成修吾
- 高堀悦郎（吉岡の元同僚・ケーエルゲー社 経理担当） - なだぎ武

IP_6「ジュースジャッキング」
- 峯靖久〈45〉（漫画家・404号室の住人） - 和田聰宏
- 峯里美〈38〉（被害者・靖久の妻） - 中村彩実
- 里美の母親 - 末成映薫
- 藤崎遥（京談社の編集員・靖久の担当） - 坂野真理
- 三好祐美子（シングルマザーの看護師・405号室の住人） - 酒井若菜
- 三好櫂人（祐美子の息子） - 田中奏生
- 神山美樹（里美のママ友・504号室の住人） - 島田珠代
- 神山大輔（IT会社社員・美樹の夫） - 小島健矢
- 稲本瑞穂（里美のママ友・403号室の住人） - 七海薫子
- 稲本喜久（弁護士・瑞穂の夫） - ノモガクジ
- 矢田舞（里美のママ友・401号室の住人） - 尾本祐菜
- 矢田充（オーナーシェフ・舞の夫） - 川合智己

IP_7「デジタル終活」
- 影森裕介〈26〉（被害者・詐欺の前科者） - 柾木玲弥
- 酒井大悟（裕介の知人） - 武田航平
- 影森瞳（裕介の妹） - 松井愛莉
- 山崎麗奈（瞳の友人） - 森迫永依
- 浅沼菜々子（瞳の友人） - 中川可菜
- 池田修 （灰谷木材の作業員・裕介の同僚）- 内野智
- 西川（ネット削除代行業者「西川リサーチサービス」社長） - アキ
- 西川リサーチサービスの社員 - 高本剛志

IP_8・IP_FINAL「ディープフェイク」
- 桐子香澄（京都府警に出向してきた警察庁官房企画室長・警視正） - 内山理名（IP_FINAL）
- 西堂牧彦（メディアアーティスト） - 大東駿介（IP_FINAL）
- 永尾享二〈37〉（烏丸南警察署地域課の巡査・フェイク動画の拡散犯） - 波岡一喜（IP_FINAL）
- キャスター（NNF NEWSのキャスター） - 内田恭子（IP_FINAL）
- 烏丸南警察署の職員（烏丸南警察署警務課の警察官） - 兵動大樹
- フェイク動画の男性キャスター - 佐渡山順久
- フェイク動画の地方局のリポーター - 宇都宮まき
- 伍飼幹事長（フェイク動画の幹事長） - 白井滋郎
- 山脇（洛都急便の配達員） - 佐々木誠 （IP_FINAL）

## スタッフ
- 脚本 - 戸田山雅司、杉山嘉一、保木本真也、吉本昌弘、三浦駿斗
- 音楽 - 木村秀彬
- 主題歌 -  SEKAI NO OWARI「family」(Virgin Music)[6]
- 監督 - 兼﨑涼介、神徳幸治、宗野賢一、柏木宏紀
- サイバー監修 - 東近江仁白
- 技斗 - 清家一斗
- ゼネラルプロデューサー - 横地郁英（テレビ朝日）
- プロデューサー - 川島誠史（テレビ朝日）、和佐野健一（東映）、髙木敬太（東映）
- 制作 - テレビ朝日、東映

## 放送日程
| 放送回                                                        | 放送日         | サブタイトル         | ラテ欄                                                                                                 | 脚本                | 監督     | 視聴率 |
| ------------------------------------------------------------- | -------------- | -------------------- | --- | ------------------- | -------- | ------ |
| IP_1                                                          | 2021年 7月01日 | ソーシャルハッキング | 超デジタル変わり者名刑事が登場!! 遺体のUSBで京都が大パニック!? 鞍馬山…オリオン座が結ぶ連続殺人の点と線 | 戸田山雅司          | 兼﨑涼介 | 10.3%  |
| IP_2                                                          | 7月08日        | 遠隔操作             | 祇園女将が貫いた20年愛… 花街の愛憎が呼ぶリモート殺人!?                                                 | 戸田山雅司          | 神徳幸治 | 10.4%  |
| IP_3                                                          | 7月15日        | なりすまし           | 花嫁は2度死ぬ!? 白衣の京美人… スマホ見られただけなのに                                                 | 戸田山雅司          | 神徳幸治 | 09.2%  |
| IP_4                                                          | 7月22日        | デジタルタトゥー     | 伝説の歌姫の死… 姉に遺した別れの曲! 復讐の殺人生中継!?                                                 | 杉山嘉一            | 兼﨑涼介 | 06.5%  |
| IP_5                                                          | 8月12日        | ソーシャルゲーム     | 執念の文書鑑定!! 京のハモが結ぶ親子愛 句読点が暴く殺人!?                                               | 戸田山雅司          | 宗野賢一 | 07.9%  |
| IP_6                                                          | 8月19日        | ジュースジャッキング | 最先端マンション密室殺人!! セレブ妻とママ友5人裏の顔!?                                                 | 保木本真也 吉本昌弘 | 宗野賢一 | 09.2%  |
| IP_7                                                          | 8月26日        | デジタル終活         | セレブ妻と同窓会 復讐の乾杯!? 請求書が暴く遺留品なき殺人                                               | 三浦駿斗            | 柏木宏紀 | 08.6%  |
| IP_8                                                          | 9月09日        | ディープフェイク     | 最終章! 氷の美女が操る遠隔殺人!? 東京〜京都を封鎖せよ!!                                                | 戸田山雅司          | 神徳幸治 | 08.5%  |
| IP_FINAL                                                      | 9月16日        | ディープフェイク     | 街角ピアノ連続殺人!? 京都が大爆発…命がけ涙の救出劇!!                                                   | 戸田山雅司          | 神徳幸治 | 08.4%  |
| 平均視聴率 8.7%（視聴率はビデオリサーチ調べ、関東地区・世帯） |                |                      | |                     |          |        |

- 初回は2時間スペシャル（20:00 - 21:48）。
- 7月29日は『東京オリンピック バドミントン 男子シングルス1回戦 女子ダブルス準々決勝』を放送のため休止。
- 8月5日はドラマスペシャル『警視庁ひきこもり係』を放送のため休止。
- 9月2日は『2022FIFAワールドカップ カタール アジア地区最終予選』のため休止。

## その他
- 第4話の劇中に登場する島崎遥香がメンバーの1人を演じる2人組匿名アーティスト「SNOWLIGHT」が一躍ブレークを果たしたという設定の楽曲「消極的闘争と積極的逃走」のPVが、ドラマ本編のオンエアに先駆けて、動画配信プラットフォーム「TELASA」と、テレビ朝日の公式YouTubeチャンネル「動画、はじめてみました」で特別先行公開された[5]。